# Алексис, Поль
Антуан Жозе Поль Алексис (фр. Paul Alexis; 16 июня 1847, Экс-ан-Прованс — 28 июля 1901, Леваллуа-Перре) — французский писатель, журналист, драматург и искусствовед. Последователь, друг и биограф Эмиля Золя.

## Биография

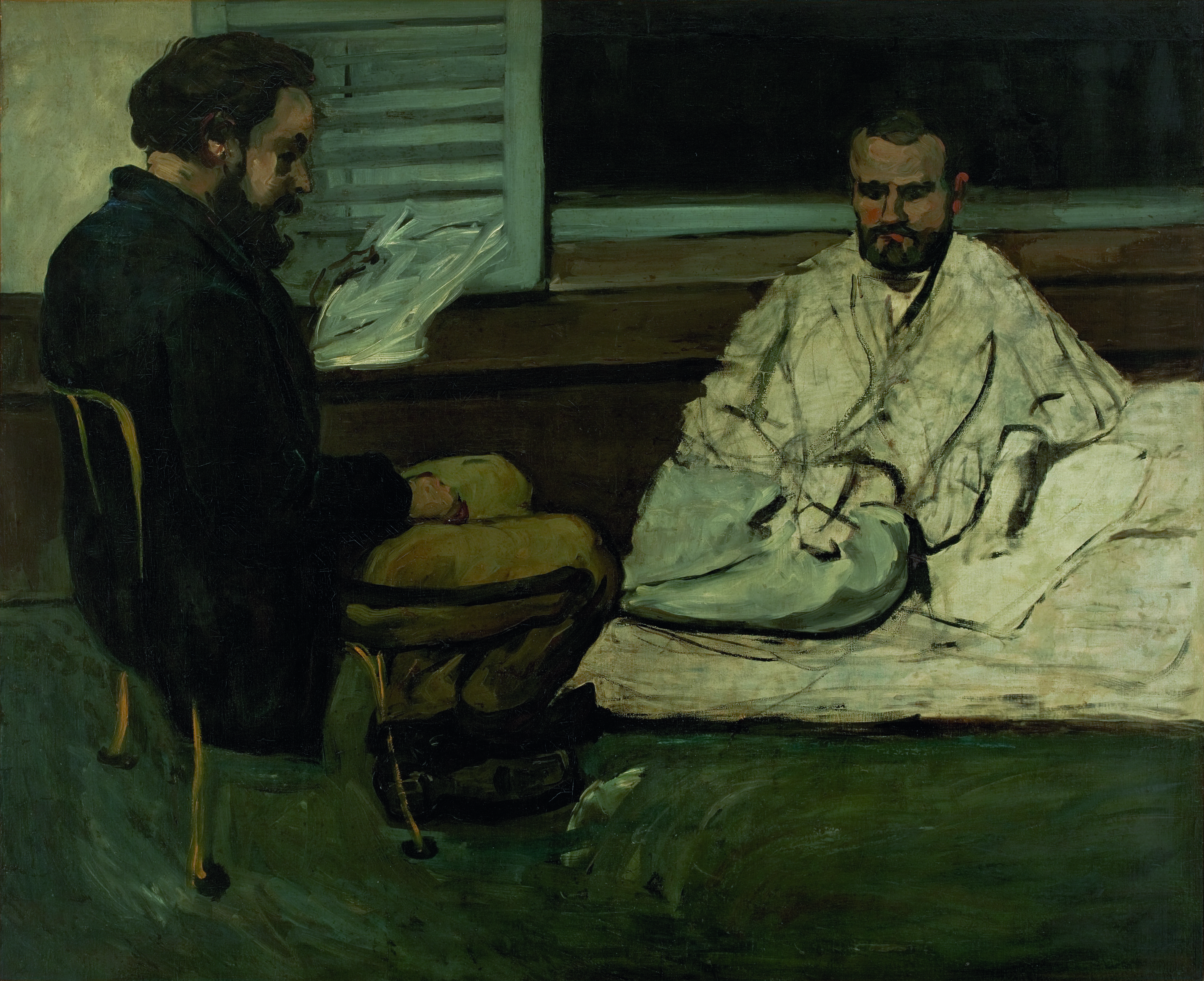
Поль Сезанн. Поль Алексис читает Эмилю Золя. 1869—1870. Музей современного искусства Сан-Паулу

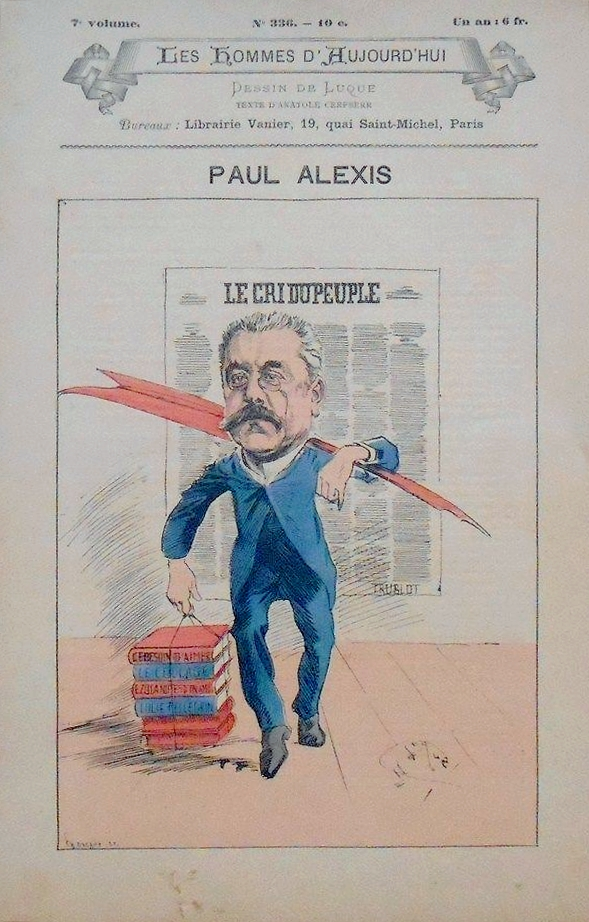
Шарж на Поля Алексиса

Изучал право в своём родном городе, позже отправился в Париж, где стал близким другом Эмиля Золя и его семьи. В Париже сотрудничал с несколькими газетами, в некоторых из них анонимно. Писал для газет L’Avenir national, La Cloche, Le Cri du peuple, Gil Blas, Le Journal, Le Voltaire и других.
Один из участников сборника новелл натуралистической группы (Золя, Мопассан, Гюисманс и др.) — «Вечера в Медоне» (1880). Лучший роман П. Алексиса «Госпожа Мёрио» оживленно обсуждался в своё время в русской журналистике, чему способствовали печатавшиеся тогда в «Вестнике Европы» статьи Золя об «экспериментальном романе».
«Свободный театр» Антуана в Париже, сыгравший значительную роль в истории европейского натуралистического театра, открылся пьесой П. Алексиса «Мадемуазель Яблочко». В ряде случаев писал в соавторстве с Оскаром Метенье.
Ему также принадлежат романы — «Конец Люси Пеллегрен», «Валлобра», пьесы — «Господин Бетси», «Та, на которой не женятся», эскиз «Эмиль Золя, заметки друга» (1882).
Участник Парижской коммуны, был гвардейцем батальона, позже лейтенантом. В январе 1873 г. отбывал наказание, в мае 1875 был оправдан и освобождён.
После того, как его жена умерла от брюшного тифа в 1900 году, он впал в алкоголизм и в конце концов скончался от аневризмы.

## Избранные произведения

### Романы
- Après la bataille (1880)
- Un amour platonique (1880)[4]
- La Fin de Lucie Pellegrin (1880)[5]
- L’Infortune de monsieur Fraque (1880)[6]
- Les Femmes du père Lefèvre (1880)
- Le Besoin d’aimer (1885)
- Le Collage (1883)
- L’Education amoureuse (1890)
- Madame Meuriot, mœurs parisiennes (1890)
- Trente romans ; Le cœur ; La chair ; L’esprit (1895)
- La Comtesse. Treize symboles. Quelques originaux (1897)
- Le Collage (1899)
- Vallobra (1901)

### Пьесы
- Celle qu’on n'épouse pas (1879)
- Fin de Lucie Pellegrin (1888)
- Les Frères Zemganno (1890)
- Monsieur Betsy (1890)
- Charles Demailly (1892)
- La Provinciale (1893)

### Мемуары и биографии
- Émile Zola : notes d’un ami (1882)
- «Naturalisme pas mort» : lettres inédites de Paul Alexis à Émile Zola, 1871—1900 (1971)